# Artemis Fowl
Artemis Fowl je série fantasy knih od irského spisovatele Eoina Colfera. Vypráví o nadprůměrně inteligentním chlapci z bohaté irské zločinecké rodiny. Jeho otec Artemis Fowl I. je unesen a prohlášen za mrtvého. V důsledku toho je Artemisova matka ve velice špatném psychickém stavu a malý Artemis se o sebe stará sám se svým osobním strážcem Butlerem. Vymyslí geniální plán, jak získat nezměrné bohatství na záchranu otce a obnovení majetku Fowlů, který se po zmizení Artemise Fowla I. značně ztenčil.
Ještě před prvním dílem vyšla ale kniha Akta Fowl, ve které se o Artemisi dozvíme různé věci a je tam i popsáno jak se Myrta dostala do LEPReko. Zkrátka AKTA.
V druhém díle – Operace Arktida – zachraňuje Artemis svého otce Artemise Fowla I. ze zajetí Ruské mafie. Bude ale potřebovat pomoc od Skřítků a Klusáka.
Ve třetím díle – Věčná šifra – sestrojí Artemis z ukradené výbavy skřítků malý počítač – Kostku X. Chce dát nabídku jistému obchodníkovi jménem Jon Spiro.(pustí kostku na trh až za dva roky aby Jon stihl prodat svou společnost.) Když pak s Butlerem dorazí do restaurace ve které se mají setkat Spiro už tam má své lidi a ti se snaží Artemise a Butlera zabít. U Butlera se jim to dokonce málem povede, ale Artemis ho dá do mrazicího boxu a zavolá Myrtě, která ho vyléčí. Poté si jedou do Chicaga pro Kostku a společně s Myrtou, Slámou Hrabošem a Julií získají Kostku zpět. Nebude to ale tak jednoduché...
Ve čtvrtém díle – Opalin podraz –  se Opal po svém dlouhém kómatu probere za pomoci svých kumpánů, bratrů Brillových, kteří místo ní do nemocnice dají klon. Mezitím se z vězení dostane skřet Šupináč, který Opal poslouží jako past. Myrta a velitel Břízný objeví Šupináče, ale přístroj na jeho hrudi, z kterého vykoukla Opal, je vlastně výbušnina, která velitele zabije. Všichni shazují vinu na Myrtu. Klusáka Opal uvězní a Myrta letí za Artemisem, aby jí pomohl zachránit Jistotu.(Což se jim se Slámovou pomocí povede)
V pátém díle – Ztracený ostrov – se snaží tajemná 12letá Minerva získat Nobelovu cenu, 
tím, že objeví nový živočišný druh – démony. To však skřítci nemohou dopustit a tak požádají Artemise, jehož mozek se v normálním světě nudí, o pomoc. Dojde však k nečekaným událostem. Minerva je unesena a její únosce požaduje jako výkupné démona. K výměně má dojít téměř na druhém konci světa, na Tchaj-wanu v restauraci u světoznámého mrakodrapu tai-pei 101. V restauraci ušije Artemis na ty co chtějí výměnu zase boudu. S démonem se pak dostanou na jeho ostrov, který se ztrácí v čase a za pomoci dalších dvou čarodějů dostanou ostrov do normálního času. Artemis si při cestě časoprostorem stihl ukrást trochu magie. Démoni se pak přesunou do Jistoty. Přesun trvá pouhý den, ale Artemis netrefí správný čas a dostane se o tři roky do budoucnosti. Takže by mu mělo být osmnáct let, nezestárl však o víc než den. Další problém je, že ho ty tři roky nikdo neviděl a rodiče si mysleli že zemřel. Mesmerizuje tedy rodiče, aby se ho na ty tři roky neptali a pomalu mu dochází, že má dva dvouleté bratry.
Šestý díl – Časový paradox. Artemisova matka Angelina se psychicky zhroutí a Artemis musí přinést mozkomíšní mok lemura, který je poslední svého druhu. Opět se mu do toho ale plete Opal, z minulosti, která chce lemura na posílení své magické síly.
Sedmý díl – Atlantský komplex. V tomto díle se Artemis potýká s psychickou chorobou zvanou Atlantský komplex, což znamená že je přehnaně paranoidní a trpí rozdvojením osobnosti a tak nemůže Národu pomoci se záchranou Jistoty.
Osmý díl – Poslední strážce.
Opal uteče z vězení a chystá se zabít všechny lidi. Artemis musí zachránit svou rodinu, a tak ji s pomocí skřítků zastaví. Artemis ale přijde o život. Proto musí Klusák vyvinout Artemisův klon a přivolat do něj jeho ducha. Artemis si nepamatuje části svého minulého života a tak Myrta začíná vyprávět celý příběh větou: Všechno začalo za úsvitu 20. století v létě v Ho-či Minhově městě... Kterou také začíná první díl.
Všechny díly jsou humorné a plné akce i nebezpečí.

## Hlavní postavy
- Artemis Fowl II., hlavní postava (někdy označován jako anti-hrdina) je v prvním díle 12letý génius, který má nejvyšší naměřené IQ v Evropě od doby W.A. Mozarta.
- Domovoj Butler, Artemisův bodyguard pocházející z rodiny, která Fowlům již mnoho století tradičně slouží jako ochránci. Jeho křestní jméno je až do Věčné šifry zatajováno.
- Julie Butlerová, Sestra Domovoje, neúspěšná studentka u madame Ko a hráčka wrestlingu.
- Myrta Krátká, elfka a kapitánka skřítkovské policie LEPReko. První žena v LEPReko,která se dostala na pozici kapitánky.
- Julius Břízný, nerudný velitel LEPReko a Myrtin nadřízený. Jeho lidé mu přezdívají „Řípa“.
- Turnball Břízný, bratr Julia, zločinec. Soutěží s Opal Koboi v pozici největšího zločince. Prohrává.
- Klusák, kentaur, stihomamem postižený génius a vynálezce pracující pro LEPReko (později pro Sekci osm).
- Sláma Hraboš, permoník kleptoman, který vykrádá hlavně lidská obydlí. Má sklony k plynatosti (jako všichni permoníci).
- Artemis Fowl I., Artemisův otec, zakladatel Fowl Manor. V prvních dvou dílech prohlášen za mrtvého, čemuž Artemis mladší nevěřil a také se mu podařilo otce získat zpět ze zajetí ruské mafie.
- Angelina Fowlová, Artemisova matka, po zmizení Artemise Fowla I. se psychicky zhroutila.
- Opal Koboi geniální šotka. Byla šéfka a majitelka laboratoří Koboi v Jistotě až do svého zatčení LEPReko, spolu s Briarem Vavřínem organizovala povstání skřetů. Poté se vrátila a chtěla pomoci lidem objevit skřítky, čemuž Artemis a Myrta společnými silami zabránili. Později přišla z minulosti a posedla Angelinu Fowlovou. Její minulé já je stále na útěku před spravedlností.

## Knihy
- Artemis Fowl (Artemis Fowl) Rok vydání v originále: 2001; Rok vydání v češtině: 2002; Artemis se zmocní Knihy a objeví Národ skřítků. Poté unese kapitánku Myrtu Krátkou, aby ze skřítků vymámil zlato...
- Artemis Fowl – Operace Arktida (Artemis Fowl. The Arctic Incident) Rok vydání v originále: 2002; Rok vydání v češtině: 2002; Artemis si myslí, že jeho otec možná stále žije a tak se vypraví do Ruska ho hledat. Nezvládne to ale sám...
- Artemis Fowl – Věčná šifra (Artemis Fowl. The Eternity Code)Rok vydání v originále: 2003; Rok vydání v češtině: 2003; Když se Artemis Fowl rozhodne prodat část skřítkovské technologie, je smrtelně zraněn jeho přítel Butler a Kostka X je ukradena. Opět Artemis potřebuje pomoc Národa skřítků.
- Akta Fowl (The Artemis Fowl Files) Rok vydání v originále: 2004; Rok vydání v češtině: 2005 Jak žila Myrta Krátká a Hraboš Sláma předtím, než Myrtu unesl Artemis? Zde se dozvíme toto a mnohem víc. Také obsahuje klíč skřítkovského národa, rozhovory s hrdiny, Klusákovy vynálezy a mnoho dalších informací.
- Artemis Fowl – Opalin podraz (Artemis Fowl. The Opal Deception) Rok vydání v originále: 2005; Rok vydání v češtině: 2007; Šotka Opal Koboi je už léta v předstíraném kómatu a plánuje, jak by mohla ovládnout svět. Je na Artemisovi a jeho přátelích, aby jí v tom zabránili.
- Artemis Fowl a ztracený ostrov (Artemis Fowl and the Lost Colony) Rok vydání v originále: 2005; Rok vydání v češtině: 2007; Jeden rod skřítků (démoni) byl kdysi přenesen na místo Bezčasí. Občas se ale nějaký démon dostane do našeho světa a Artemis je odhodlán uchránit tajemství existence skřítků před světem. Plány mu ale ztěžuje podivná dívka Minerva, která se zřejmě zaměřuje na stejný subjekt jako on...
- Artemis Fowl a časový paradox (Artemis Fowl: The Time Paradox) Rok vydání v originále: 2008; Rok vydání v češtině: 2009; Artemis se utkává se svým mladším já, aby zachránil svou matku.
- Artemis Fowl a atlantský komplex (Artemis Fowl and the Atlantis Complex) Rok vydání v originále: 2010; Rok vydání v češtině: 2011; Artemis onemocní chorobou zvanou Atlantský komplex – poruchou osobnosti, která ho učiní hodným, slušným a zároveň mentálně na úrovni obyčejných lidí. Spolu s bojem s nepřáteli je nyní na programu i vyléčení Artemise, který v těchto chvílích bývá nepostradatelný..
- Artemis Fowl – Poslední strážce (Artemis Fowl: The Last Guardian). Rok vydání v originále: 2012; Rok vydání v češtině 2014; V poslední knize této série se Artemis opět utká s nelítostnou Opal, která je odhodlaná vyhladit lidstvo a stát se královnou a to pomocí začarovaných duší berserků.

## Podtext
Ve všech knihách se setkáváme i s jakýmsi podtextem – lemováním stránky, ve kterém je vepsána šifra.
Podtext z prvního dílu (začátek):
Proroctví Ehma , čističe plivátek U Fronda ,krále elfů:
Jsem Ehm ,královský čistič Plivátek.
Jsem však i mnohem víc neb vidím v Budoucno vepsané v hlenu.